# Chiesa di San Quirico (Domodossola)
La chiesa di San Quirico è un edificio religioso situato nella parte meridionale di Domodossola, nella provincia del Verbano-Cusio-Ossola. 
L'edificio si trova su uno sperone roccioso alle pendici del colle di Mattarella sulla cui sommità si trovano i resti dell'omonimo castello distrutto nel 1416 e che ospita il Sacro Monte Calvario di Domodossola eretto nel 1657.
Secondo la tradizione e gli Acta Sanctorum fu una delle chiese edificate dai santi Giulio e Giuliano, è probabilmente una delle più antiche chiese dell'Ossola risale infatti all'XI secolo. Più antica è la chiesa plebana dei santi Gervasio e Protasio che attualmente si trova nel centro di Domodossola.

## Struttura
La piccola (18,50 x 6,90) chiesa ha pianta rettangolare, una sola navata e abside semicircolare, la facciata a capanna è priva di ornamenti, al portale si affiancano due finestrelle rettangolari, un'apertura semicircolare sovrasta l'ingresso e sul timpano si trova un'apertura a forma di croce greca, il sagrato intorno alla chiesa era un tempo un cimitero.
Il restauro, voluto nel 1943 dall'arciprete di Domodossola Luigi Pellanda, ha riportato alla luce le tracce dell'antico tempio pagano che, esaugurato e riadattato, divenne tempio cristiano. Nella parete meridionale si trovano due blocchi di pietra con tracce di simbologie ritenute celtiche. Nella muratura del fianco settentrionale si trovano tracce di una porta murata con arcata e architrave simili a quelle del tempietto lepontico di Montecrestese e che potrebbe essere l'antico ingresso del tempio pagano orientato Nord-Sud.
Benché rimaneggiata nel tempo con trasformazioni delle finestre e rifacimenti della parte superiore del campanile, mantiene l'austero aspetto del romanico ossolano, nella fiancata destra e nell'abside semicircolare sono mantenute le cornici ad archetti pensili e le lesene. Il soffitto in legno è frutto dei medesimi restauri; si faticò a trovare il legname per la consistente lunghezza che era richiesta per realizzare le capriate. Il campanile ospita una campana del 1414 e una del 1605.
Dopo la seconda guerra mondiale vennero effettuati lavori strutturali che portarono alla luce gli affreschi dell'abside in seguito restaurati e che ridiedero le forme originali alle finestre.

## Interno
Gli affreschi dell'interno risalgono ai secoli XIV e XV. 
A sinistra spiccano un'Ultima Cena risalente probabilmente al 1300 e un San Giulio che scaccia i serpenti. Gli affreschi della parete a destra sono stati danneggiati dall'apertura dell'accesso alla sacrestia. 
All'interno dell'abside nella parte superiore un Cristo tetramorfo, i riquadri nella parte inferiore raffigurano le Opere di Misericordia e sono databili al 1400. Nella parte centrale una rappresentazione di un San Quirico adolescente insieme alla madre Giulitta con gli apostoli. A destra di questo si trovano una crocefissione e i santi Giacomo e Tommaso, questo ciclo risale al XV secolo.